# Хердман, Джон
Джон Хердман (англ. John Herdman; род. 19 июля 1975, Консетт, Дарем) — английский футбольный тренер.

## Карьера тренера

### «Сандерленд»
Джон Херман стал футбольным тренером в довольно юном для этой профессии возрасте — ещё будучи студентом он работал в академии «Сандерленда», пока в 2001 году не перебрался с семьёй в Новую Зеландию.

### Женская сборная Новой Зеландии
В 2003 году Хердман присоединился к программе развития футбола в Новой Зеландии: сначала обучал будущих тренеров, затем был назначен директором по развитию футбола в стране. В 2006 и 2010 годах со сборной Новой Зеландии, составленной из девушек не старше 20 лет, принимал участие на молодёжных чемпионатах мира. Кроме того, в 2006 году он был назначен главным тренером основной женской команды страны, которой руководил на чемпионатах мира 2007 и 2011 годов, а также на летних Олимпийских играх 2008 года в Пекине.

### Женская сборная Канады
В 2011 году англичанин возглавил женскую сборную Канады и уже вскоре после своего назначения выиграл с ней футбольный турнир Панамериканских игр 2011.
В январе 2012 года в рамках квалификационного турнира зоны КОНКАКАФ, прошедшего в Ванкувере, вместе с командой завоевал одну из двух путёвок от Северной Америки на Олимпиаду-2012. На Играх в Лондоне канадки дошли до полуфинала, где в дополнительное время уступили будущим олимпийским чемпионкам — сборной США, однако в матче за 3-е место одержали верх над француженками, завоевав бронзовые медали соревнований.
Успех 2012 года был повторён подопечными Хердмана и в Рио-де-Жанейро: под его руководством команда Канады вновь оступилась за шаг до финала, проиграв Германии, но смогла одолеть в игре за «бронзу» хозяек турнира, бразильянок.

### Мужская сборная Канады
В январе 2018 года Джон Хердман был назначен главным тренером мужской команды Канады, сменив на этом посту Октавио Самбрано.
Несмотря на вылет в четвертьфинале Золотого кубка КОНКАКАФ 2019 от команды Гаити, специалист сохранил свой пост и уже два года спустя довёл свою сборную до полуфинала этого турнира. В марте 2022 года канадцы под руководством Хердмана впервые за 36 лет пробились на чемпионат мира, обыграв Ямайку.

### «Торонто»
28 августа 2023 года было объявлено, что Хердман покинет сборную Канады и возглавит клуб MLS «Торонто» с 1 октября.

## Личная жизнь
Сын Джона Хердмана Джей — футболист, представляющий Новую Зеландию.